# Ede & Ravenscroft

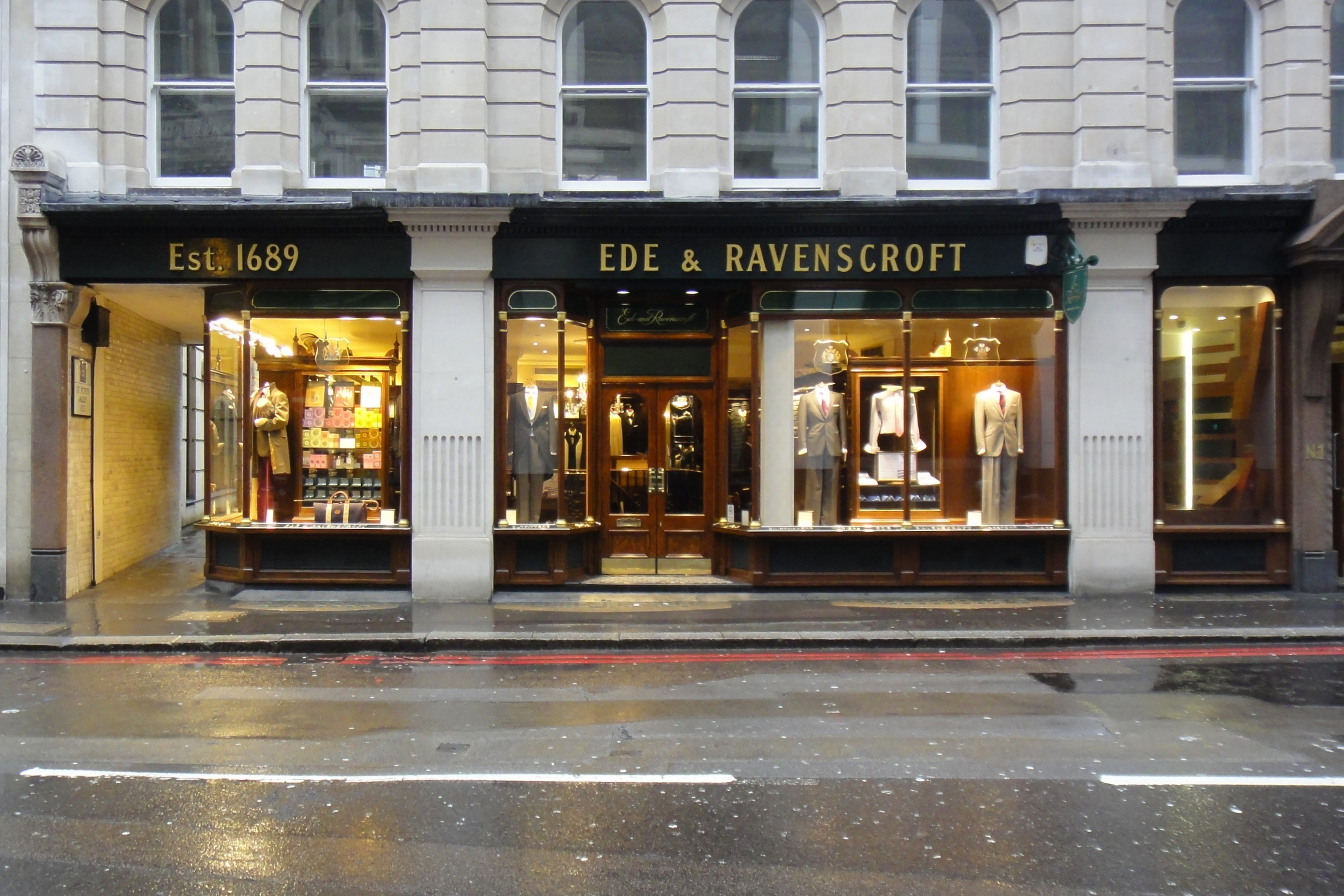
Geschäft für Damenkleidung in der Chancery Lane, City of London

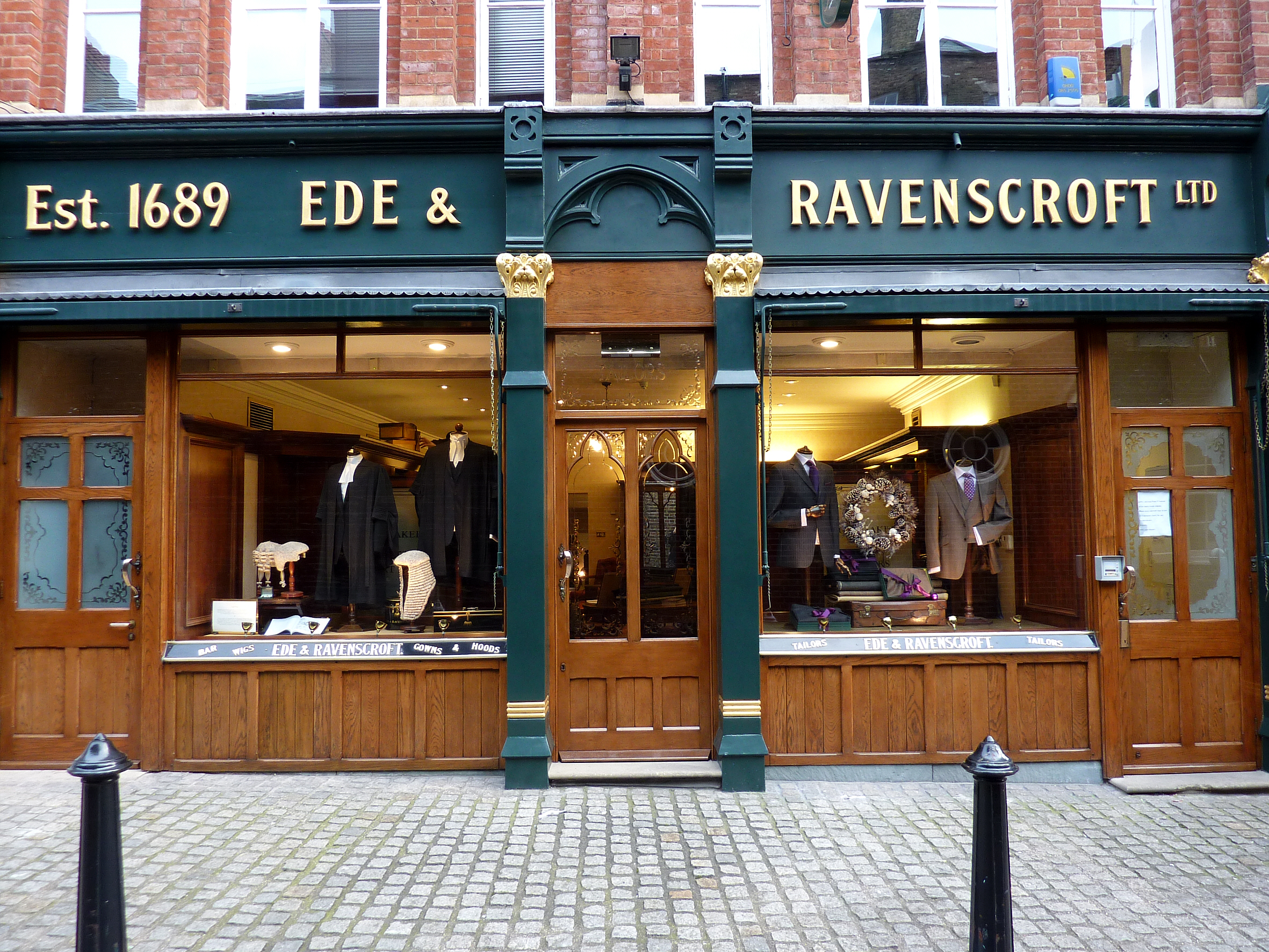
Geschäft für Herrenkleidung in der Chancery Lane, City of London

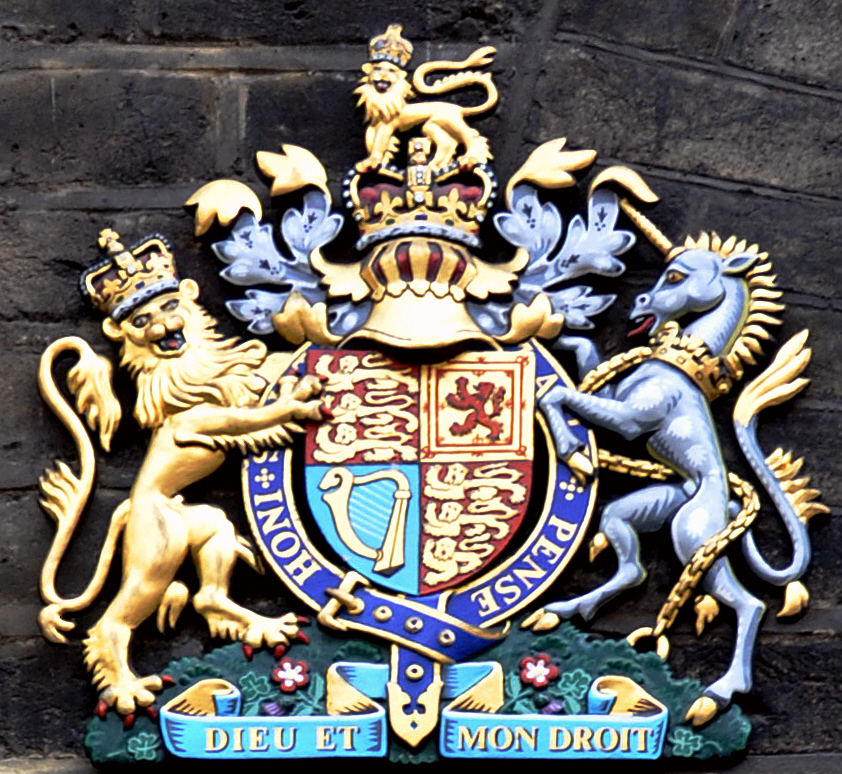
Wappen der englischen Königin am Geschäft in Burlington Gardens

Ede & Ravenscroft ist ein Londoner Maßschneider mit Ladengeschäft unweit der Savile Row. Das Familienunternehmen ist zudem in Oxford, Cambridge und Edinburgh vertreten.
Das Unternehmen existiert seit 1689 und ist damit der älteste noch existierende britische Herrenschneider. Ede & Ravenscroft ist Beinahe-Monopolist für die zeremonielle Kleidung der britischen Gesellschaft. Seit 1689 hat jeder britische Monarch Roben des Schneiders getragen, ebenso wie die Mitglieder der englischen Ritterorden und des britischen Oberhauses. Lokale und regionale zeremonielle Gewänder, unter anderem für die City of London, stammen oft von Ede & Ravenscroft. Für viele britische Universitäten fertigt Ede & Ravenscroft die Roben für die Abschlussfeiern. Neben den Roben schneidert und verkauft Ede & Ravenscroft auch Herren- und Damenkleidung für Geschäft und Alltag.

## Geschichte
Ede & Ravenscroft begann als Schneiderei im 17. Jahrhundert in Aldwych am Rande der City of London gegründet. Ursprünglich war die Schneiderei der Familie Shudall eine von vielen in Aldwych, dem damaligen Zentrum der Londoner Schneider. Die Unternehmensgründung fand statt anlässlich des ersten großen Auftrags, das war die Anfertigung der Krönungsroben für William III. und Mary II. im Jahr 1689. Etwa im Jahr 1730 siedelte sich Thomas Ravenscroft im Lincoln’s Inn an, um dort Perücken zu verkaufen. Vor allem gingen diese an die Juristen des Inns, waren im 18. Jahrhundert aber in der Gesellschaft weit verbreitet. Im Jahr 1871 vereinten sich die beiden Ursprungsunternehmen als Joseph Ede die Perückenmachererbin Rosanna Ravenscroft heiratete, und sie ihre Unternehmen zusammenlegten.
Das Unternehmen ist bis heute im Familienbesitz. Bei etwa 37 Millionen Pfund Umsatz im Jahr 2012 machte es vier Millionen Pfund Gewinn. Jeder englische Monarch hat seit der Gründung des Geschäftes Ede-&-Ravenscroft-Roben getragen. Auch die zeremoniellen Roben für die britischen Ritterorden kommen aus dem Unternehmen. Sowohl die ehemalige Königin Elizabeth II., als auch König Charles III. trugen beziehungsweise tragen die Roben von Ede & Ravenscroft. Neben der Kleidung fertigt Ede & Ravenscroft auch oft die offiziellen Fotos der universitären Abschlussfeiern an. Ebenso fertigt das Unternehmen weiterhin die zeremoniellen Perücken, die in britischen Gerichten getragen werden.

## Geschäfte
Ede & Ravenscroft betreibt vier Geschäfte in London, davon zwei getrennte für Herren- und Damenkleidung in der Chancery Lane, und weitere in Oxford, Cambridge und Edinburgh. Das Geschäft für Herrenkleidung an der Chancery Lane in der City of London stammt aus dem Jahr 1890, und wurde unter dem Architekten Knightley gebaut. Der rote Backsteinbau ist elegant-simpel gehalten und zeigt Einflüsse der Neogotik. Eine aufwendige Restaurierung erfolgte 1892. Die Frontgestaltung des Geschäfts aus Glas- und Messing setzt sich in der Fassade des direkt daneben liegenden Geschäfts für Damenbekleidung fort.